# Hornberga
Hornberga (orsamål Wönnbjarga, Wömmbjarga eller Åmmbjarga) är en by i Orsa socken i Orsa kommun, Dalarna.
Hornberga ligger cirka 12 kilometer norr om Orsa på södra gränsen till Orsa finnmark, som utbreder sig norr om byn. Orten är känd bland annat för sitt ormgransbestånd, upptäckt 1907 och avsatt till naturreservat 1908 samt för lägergården Hamregården. Hamregården har fungerat som lägerby sedan slutet av 1940-talet för skötsamma ungdomar från främst Uppsala. Ungdomarna har åkt till gården på sina skollov och byggt, renoverat och lärt sig ta eget ansvar.
Byn var ända fram till 1877 fäbodställe. 1919 fanns 16 gårdar i byn.
Strax nordväst om byn reser sig Hornbergaberget. Vandringsleden Siljansleden passerar byns norra del. Här ligger också Hornberga kapell, som är dekorerat av Harry Sahlin och invigt 1962 av biskop John Cullberg.
Hornberga gamla skola tjänar numera som bygdegård.